# Esquimalt
Esquimalt es un municipio distrital canadiense situado en la provincia de Columbia Británica.

## Superficie
Esquimalt tiene una superficie de 7,08 km².

## Demografía
En 2021, tenía 17 533 habitantes, una densidad poblacional de 2476,7 hab./km², y 8995 viviendas.